# Pleurotomàrids
Els pleurotomàrids (Pleurotomariidae) són una família de grans gastròpodes marins de la subclasse Vetigastròpoda. Inclou centenars de formes fòssils, principalment paleozoiques, i els seus orígens es remunten al Cambrià. Actualment estan representats per un grup d'espècies que viuen en aigües profundes. Els primers espècimens vius d'un pleurotomàrd, Perotrochus quoyanus, es van trobar al 1879 en aigües profundes de las Índies Occidentals.

## Ecologia
Les espècies d'aquest grup viuen a fondàries de 150–300 m a la zona mesopelàgica. Quan es veuen amenaçades, secreten un líquid blanc. S'alimenten principalment d'esponges de mar, complementant la seva dieta amb crinoideus i octocoral·lis. En els aquaris, també s'alimenten de peixos i bivalves.

## Taxonomia
La família Pleurotomariidae inclou quatre gèneres actuals, a banda de nombrosos fòssils:
- Gènere Bayerotrochus Harasewych, 2002
- Gènere Entemnotrochus P. Fischer, 1885
- Gènere Mikadotrochus Lindholm, 1927
- Gènere Perotrochus P. Fischer, 1885